# 뱀장어아목
뱀장어아목(Anguilloidei)은 뱀장어목에 속하는 조기어류 분류군의 하나이다. 3개 과로 이루어져 있다.

## 하위 분류
2016년 넬슨(Nelson)과 그란데(Grande), 윌슨(Wilson) 등의 연구에 기초한 분류는 다음과 같다.
- 뱀장어과 (Anguillidae)
- 도요새장어과 (Nemichthyidae)
- 톱니장어과 (Serrivomeridae)

전통적으로 뱀장어아목은 클롭시스과과 진흙장어과, 스파게티장어과, 곰치과, 가는장어과를 포함했지만 이제는 각각 새로운 아목으로 옮겨졌다.